# Церковь Святого Николая (Самсун)
Церковь Святого Николая (арм. Սամսուն–Ջանիկի Սուրբ Նիկողոս; Сурб Никогос) — армянская церковь, построенная в 1840 году (по другим данным в 1849) в Самсуне, Турции. Снесена турецким правительством в 1936 году, на месте которого была построена начальная школа. 

## История
Церковь Святого Николая, построенная в 1840 году, располагалась в районе Селахийе, где компактно проживало армянское население и до 1915 года являлась одной из 49 армянских церквей провинции Самсуна. В 1897 году церковь стала центром армянской епархии.  
При церкви имелась школа имени Нерсесяна, построенная в 1883 году, в которой обучалось 298 учеников. В ней издавался журнал «Школа». 
Церковь была повреждена во время бомбардировки порта Самсуна, ставшего базой перевалки советских военных грузов, кораблями эскадры греческого флота под командованием адмирала И. Ипитиса 31 мая/7 июня 1922 года. После чего впоследствии была снесена турецким правительством в 1936 году, а на её месте была построена начальная школа.